# Marta Maurás
Marta Maurás Pérez (Santiago de Chile, 1 de enero de 1947) es una diplomática y socióloga chilena, fue Representante Permanente de Chile ante las organizaciones internacionales con sede en Ginebra (2014-2018).

## Biografía
Socióloga de la Universidad Católica de Chile, cuenta con certificados en Administración Pública de la Universidad de Connecticut y de Ontología del Lenguaje de The Newfield Group.
Con una larga carrera en Naciones Unidas, comenzó con UNICEF en 1974 ocupando diversos cargos técnicos y de alta gerencia en América Latina y el Caribe, Asia y África, incluyendo Chile, Paquistán, Mozambique, Suazilandia y Nueva York.
De 1998 a 2005 fue llamada para servir en la Oficina Ejecutiva del Secretario General de Naciones Unidas, Kofi Annan como Directora para Asuntos Económicos y Sociales colaborando en la reforma de Naciones Unidas; la Cumbre del Milenio y el establecimiento de los Objetivos de Desarrollo del Milenio; coordinando el programa del SG contra el VIH/SIDA y apoyando la organización de la Sesión Especial de la Asamblea General sobre el tema; participó en el diseño de operaciones de paz en Kosovo, Timor Oriental e Irak; y coordinó la organización del programa anual de encuentros con la Unión Europea. 
Entre 1992 y 1998 fue Directora Regional de UNICEF para América Latina y el Caribe, con sede en Bogotá, Colombia, donde lideró cambios paradigmáticos inspirados en los derechos de la infancia y en la gestión moderna. Se desempeñó también como Enviada Especial de UNICEF para América Latina y el Caribe, durante el año 2008. Anteriormente sirvió por dos años como Secretaria de la Comisión Económica para América Latina y el Caribe (CEPAL).
Marta Maurás fue también miembro del Comité de Naciones Unidas por los Derechos del Niño, electa por los Estados parte de la Convención para el período 2009-2013. Y fue miembro del Consejo Ampliado de la Fundación Chile21, del Directorio de la Corporación Latinobarómetro y del Consejo de ComunidadMujer.
A final del 2015, Maurás tomó responsabilidad de la Presidencia de la Convención sobre la Prohibición de Minas Antipersonal (o Convención de Ottawa), cuyo Secretariado y cuerpo de discusión tiene base en Ginebra, Suiza. La Decimoquinta Reunión de Estados Parte que ella presidió y en la que participaron más de 100 países, tomó lugar en Santiago de Chile, en la última semana de noviembre y primera de diciembre de 2016.

## Publicaciones

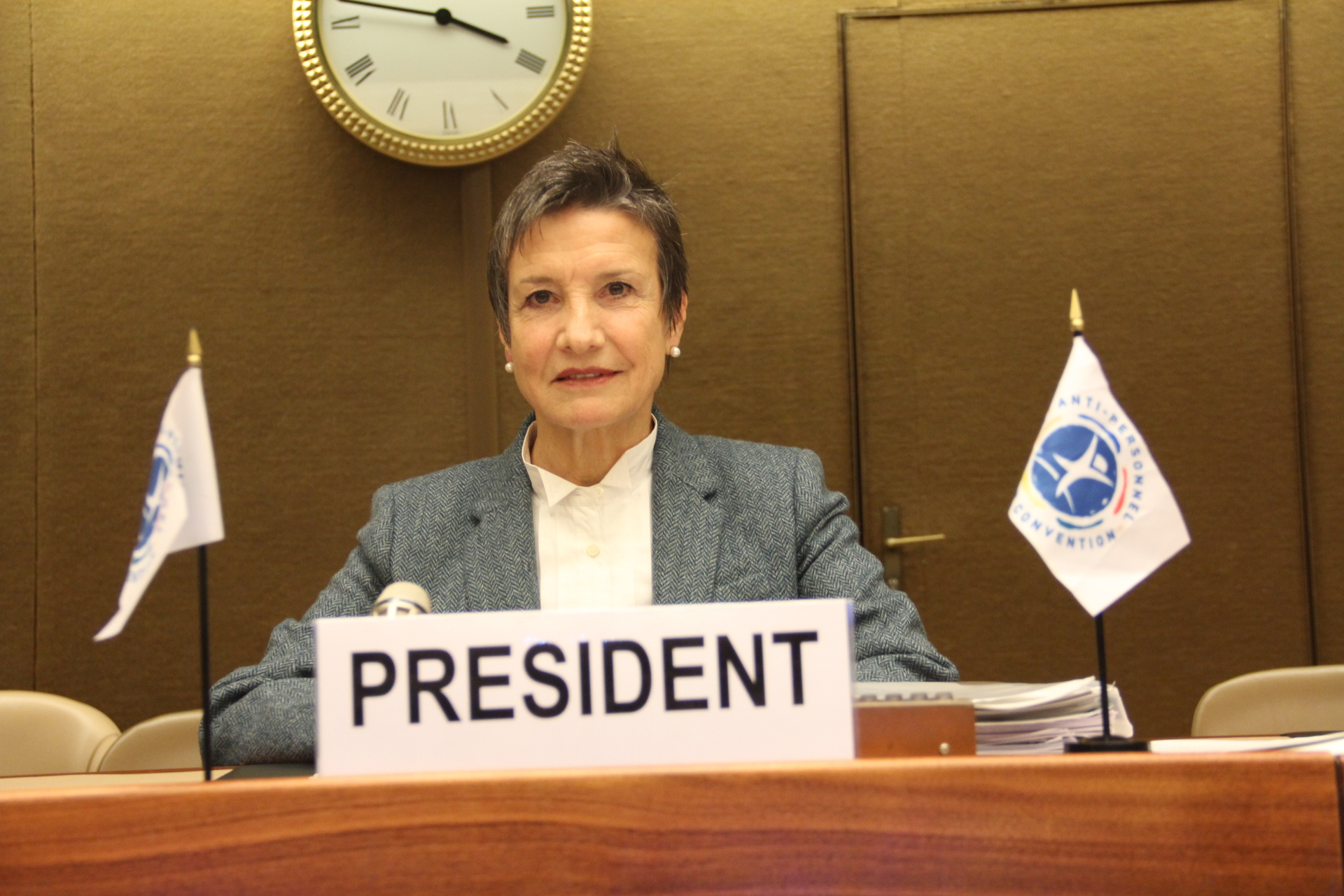
La Embajadora de Chile ante la ONU en Ginebra, Marta Maurás después de recibir la Presidencia de la Convención de Ottawa en diciembre de 2015.

### Libros
- 2009, Derechos de la Infancia, Supervivencia y Desarrollo, y Políticas Públicas. Publicado en Revista DNI, Costa Rica.
- 2009, La vuelta a la Política. Publicado en Revista de Economía, Política y Cultura Todo o Nada..
- 2008, La Adolescencia y la Juventud en las Políticas Públicas de Iberoamérica. Revista FORO Chile 21. Año 8 – N°77.
- 2008, An Era of Women’s Leader’s Rising?” International Women’s Forum Global Conference, Buenos Aires, May 4-6.
- 2008, Políticas Públicas y Protección Integral de Niños y Niñas”, VI Encuentro de Gobernadores y Gobernadoras por la Infancia, la Adolescencia y la Juventud, Hechos y Derechos. Paipa, Colombia[9]